# Saweetie
Діамонте Кіава Валентин Гарпер (англ. Diamonté Quiava Valentin Harper; нар. 2 липня 1993), відома під псевдонімом Saweetie — американська співачка і реп артистка. Після виходу дебютного синглу «Icy Grl» вона підписала контракт з Warner Bros. Records у партнерстві з Artistry Worldwide.

## Раннє життя й освіта
Діамонте народилася 2 липня 1993 року в Санта-Клара в Каліфорнії. Батько за національністю філіппіно-китаєць, а мати афро-американка. Гарпер виросла в Сакраменто (Каліфорнія) проте більшість свого життя вона провела в Сан-Франциско, там же вступила в середню школу Монтерей Трейл в місті Елк-Ґрув, Каліфорнія. Почала писати музику у віці 14 років. Після школи вона вступила в університет Сан-Дієго, проте перевелася в Університет південної Каліфорнії, де вивчала комунікацію і бізнес. Після закінчення університету вона сфокусувалася на своїй реп-кар'єрі.

## Кар'єра
У 2016 році Saweetie почала публікувати короткі відео в інстаграмі, в яких вона читає реп. В одному зі своїх відео вона читала реп-фрістайл під біт  Khia's «My Neck, My Back (Lick It)». В майбутньому цей біт буде використаний в її треці «Icy girl». Реліз пісні відбувся на Sound Cloud  влітку 2017 року. Це привело до того, що її помітив Max Gousse відомий, як продюсер та директор A&R  (пізніше він стане її менеджером) Відео до цієї пісні набуло великої популярності в Інтернеті і на серпень 2019 року набрало сімдесят дев'ять мільйонів переглядів на YouTube.
Слідом за цим Савіті випустила фрістайл (в тому ж місяці) під назвою «High Maintenance», в якому вона читала реп на кухні. Після цього це відео набрало велику популярність в Твітері та Інстаграмі.
У жовтні 2017 року його випустила відео для своєї пісні «Focus», в якому семпли DRAM «Gilligan».
У січні 2018 року її назвали «Артистом тижня Tidal» і одним з найкращих виконавців місяця «Pigeons & Planes». Під час Super Bowl II в лютому 2018 року її показали в рекламі косметичної компанії Ріанни — Fenty Beauty.
У цьому місяці вона підписала контракт з Warner Bros. Records у співпраці з Artistry Worldwide і її власним лейблом Icy Records.
16 березня 2018 року Saweetie випустила свій дебют на головному лейблі High Maintenance. Він складається з дев'яти треків і був спродюсований CashMoneyAP, Nyrell і двоюрідним братом Світі, Zaytoven.  Сингл «Icy Girl» був сертифікований в червні 2018 роки для продажів в США. Перший сингл «My Type», написаний Saweetie і спродюсований London On Da Track, дебютував в Billboard Hot 100 на # 81.
У вересні 2019 року Saweetie співпрацювала з PrettyLittleThing, щоб запустити колекцію одягу з 59 екземплярів PrettyLittleThing x Saweetie.

## Особисте життя
Sweetie зустрічається з репером Quavo з середини 2018 року. Вона — двоюрідна сестра актриси Ґабріель Юніон. Про її особисте життя відомо небагато.

### Singles
| «Icy Grl»                                                                         | 2017 | —  | —  | —  | 16 | —  | —  | - RIAA: Platinum              | High Maintenance         |
| «Up Now» (with London on da Track featuring G-Eazy and Rich the Kid)              | 2018 | —  | —  | —  | 16 | —  | —  |                               | Non-album singles        |
| «Pissed»                                                                          | 2018 | —  | —  | —  | —  | —  | —  |                               | Non-album singles        |
| «My Type»                                                                         | 2019 | 21 | 13 | 11 | 1  | 76 | 32 | - ARIA: Gold - RIAA: Platinum | Icy                      |
| «Sway with Me» (with Galxara)                                                     | 2020 | —  | —  | —  | —  | —  | 32 |                               | Birds of Prey: The Album |
| «—» denotes a recording that did not chart or was not released in that territory. |      |    |    |    |    |    |    |                               |                          |

### Відео-кліпи
| Назва                                                                | Рік  | Кліпмейкери та редактори                                                                                                 |
| -------------------------------------------------------------------- | ---- | --- |
| «Icy Grl»                                                            | 2017 | Bana Bongolan & Soben Phy                                                                                                |
| «Focus»                                                              | 2017 | Adam Small & Aramis Duran                                                                                                |
| «Anti»                                                               | 2018 | Bana Bongolan & Soben Phy                                                                                                |
| «B.A.N.» (Vertical Video)                                            | 2018 | Stephen Garnett |
| «Icy Grl (Bae Mix)» (featuring Kehlani)                              | 2018 | Stephen Garnett |
| «B.A.N.»                                                             | 2018 | Sasha Samsonova |
| «Good Good»                                                          | 2018 | Bana Bongolan & Soben Phy                                                                                                |
| «Up Now» (with London on da Track featuring G-Eazy and Rich the Kid) | 2018 | Mike Ho |
| «Stupid Things» (Four of Diamonds featuring Saweetie)                | 2018 | Unknown |
| «Pissed» (Lyric video)                                               | 2018 | Unknown |
| «Pissed»                                                             | 2018 | Christian Sutton |
| «You Come First» (Zak Abel featuring Saweetie)                       | 2019 | Roxana Baldovin |
| «Yuso» (Kid Ink featuring Lil Wayne and Saweetie)                    | 2019 | Mike Ho |
| «Emotional» (featuring Quavo)                                        | 2019 | Christian Sesma |
| «My Type» (Claws Remix)                                              | 2019 | Unknown |
| «My Type»                                                            | 2019 | DapsWatch Saweetie's 'My Type' Video. Rap-Up. 3 липня 2019. Архів оригіналу за 8 липня 2019. Процитовано 20 серпня 2019. |